# الكابوس (مسرحية)
مسرحية الكابوس هي مسرحية كويتية إنتاج عام 2011، تدور أحداث قصة المسرحية ” المقتسبة من فيلم أجنبي “عن أشخاص يتم دعوتهم لحفل عشاء وعند وصولهم لمكان الحفل يكتشفون أن صاحب الدعوة متوفي منذ 25 سنة.

## تمثيل
- عبد الرحمن العقل
- انتصار الشراح
- حسن البلام
- عادل المسلم
- مشعل الشايع
- عبد الرزاق خلف
- أحمد العونان
- نواف النجم
- لجين
- سوسن الهارون (بديلة للممثلة لجين بعد انسحابها الأخيرة)

## طاقم العمل
- تأليف: عادل المسلم، بدور
- إخراج: عبد الرحمن العقل